# Pont lune

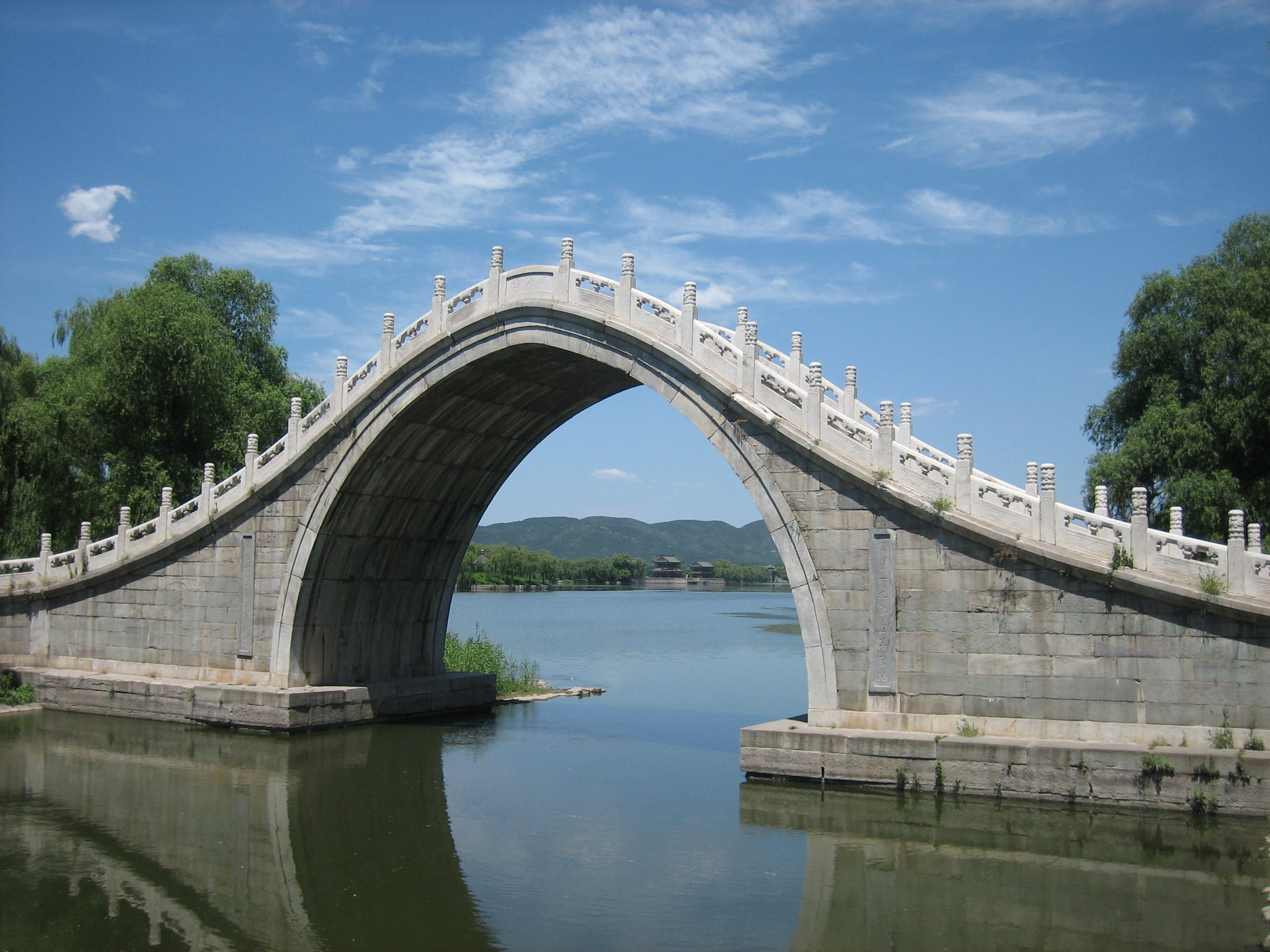
Le pont de la Ceinture de Jade, au palais d'été de Pékin est un pont lune en pierre.

Un pont lune est un type de passerelle piétonne en forme d'arc en plein-cintre fréquent dans les jardins chinois et japonais. Il fut inventé en Chine puis importé au Japon.

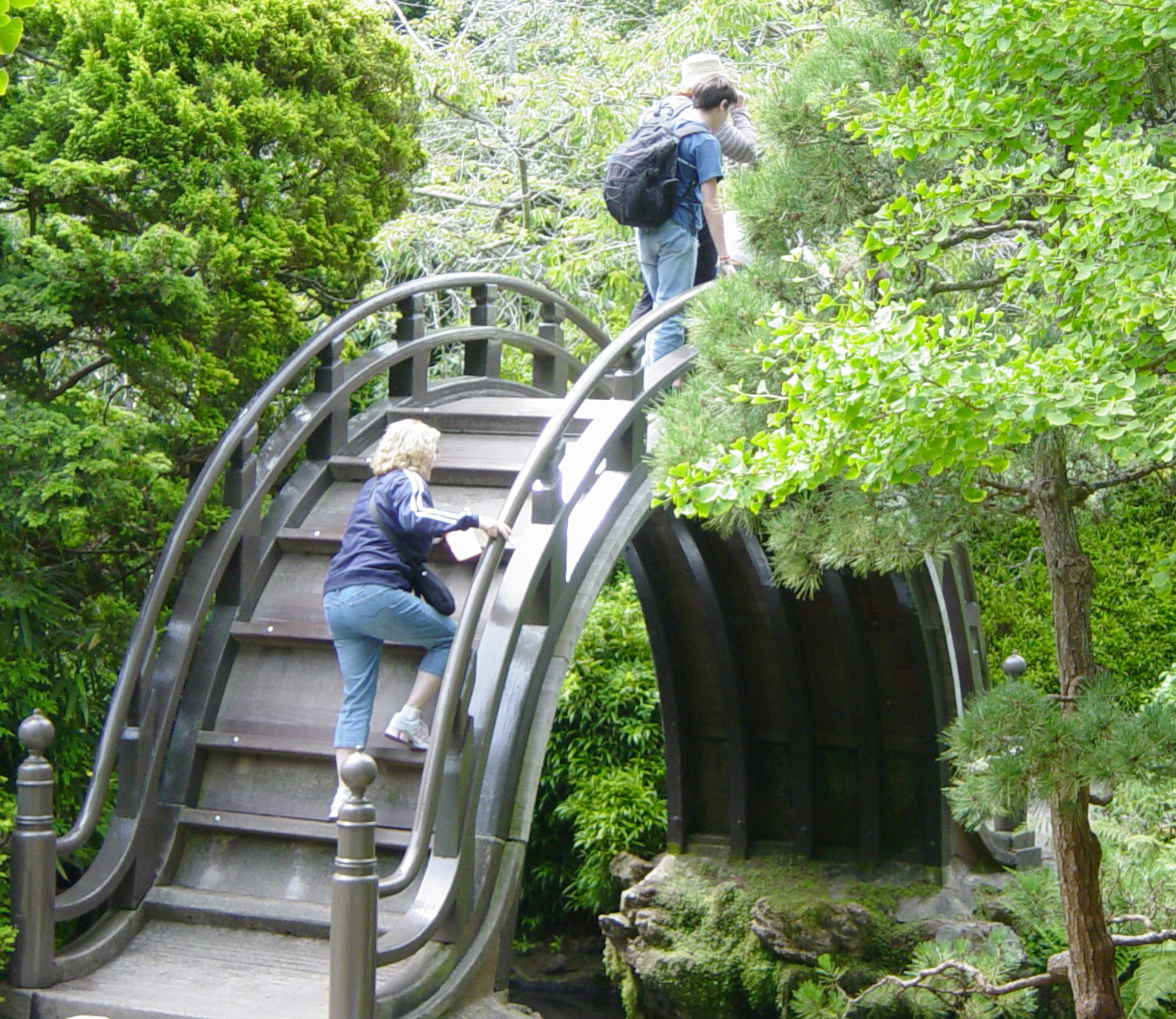
Pont lune en bois, au jardin de thé japonais de San Francisco.

Ce type de pont est originellement conçu pour permettre aux piétons de traverser une voie d'eau navigable tout en laissant passer les bateaux. Le tablier du pont peut être très escarpé et se gravir à l'aide d'un escalier, voire d'une sorte d'échelle.
Dans la conception des jardins à un pont de lune, il est placé de sorte que l'arche se reflète dans un miroir d'eau. L'arche et son reflet forment un cercle, symbole de la Lune.